# Turul
Le Turul ([ˈtuɾul]) est l'oiseau mythologique le plus important du mythe de l'origine des Magyars. Dans la mythologie hongroise, il est un messager lumineux de Dieu, posé au sommet du Világfa (« l'arbre du monde ») et veillant sur les esprits des enfants à naître, encore sous forme d'oiseaux.
Cet oiseau est un mélange d'aigle et de faucon. Le nom turul est d'origine turque ancienne et est apparenté au turc moderne tuğrul, toğrul « faucon ».

## Représentations
Trois statues d'une envergure de quinze mètres étaient installées dans l'ancien territoire du Royaume de Hongrie. Le seul exemplaire encore en place se situe sur une colline dominant Tatabánya, les deux autres ayant été détruits durant la Seconde Guerre mondiale. Il s'agit de la statue de bronze la plus grande d'Europe centrale. Il reste 195 répliques de statues de Turuls en Hongrie dont la plus connue trône au château de Buda. Il en existe également partout où vivent des minorités magyares d'outre-frontières : 48 en Transylvanie, 8 en Slovaquie, 5 en Ukraine, 7 en Voïvodine et une en Autriche. Les différentes représentations de l'oiseau mythique ornent souvent les badges et productions graphiques des organisations identitaires hongroises.

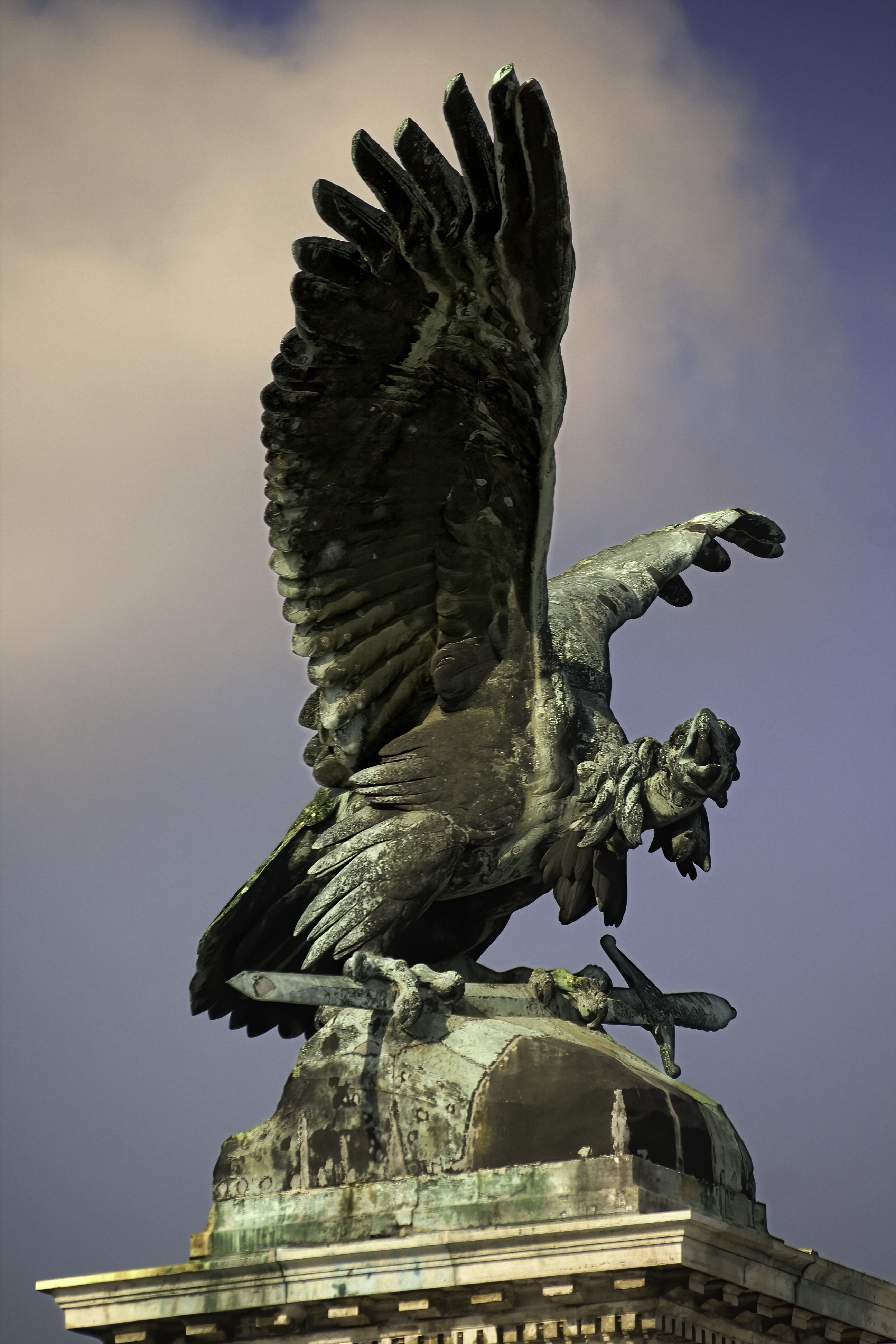
Château de Buda.
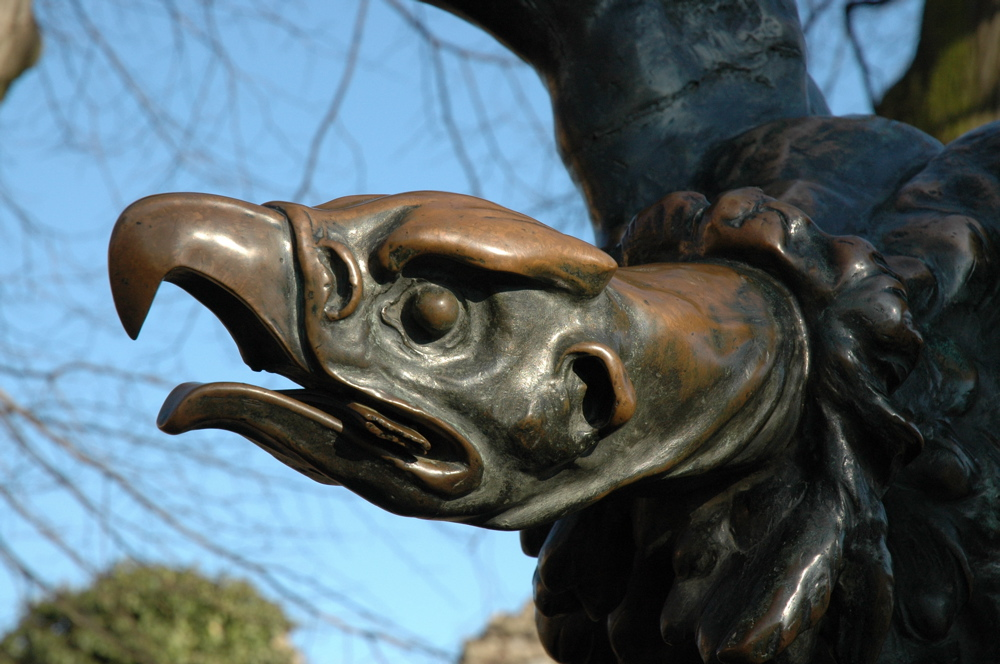
Oujgorod en Ukraine.
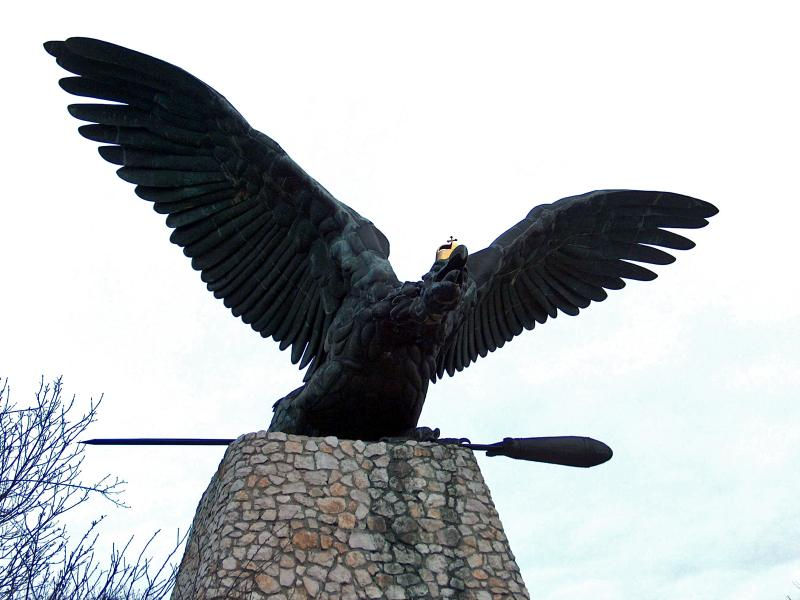
Colline de Tatabánya.
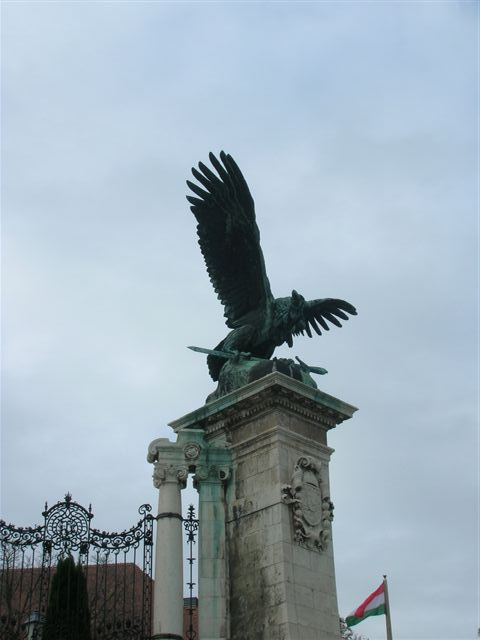
Château de Buda.
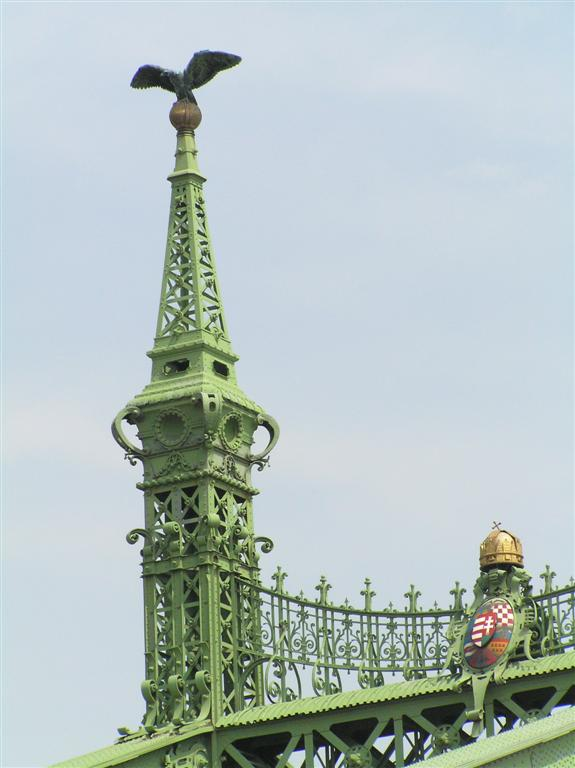
Szabadság híd à Budapest.
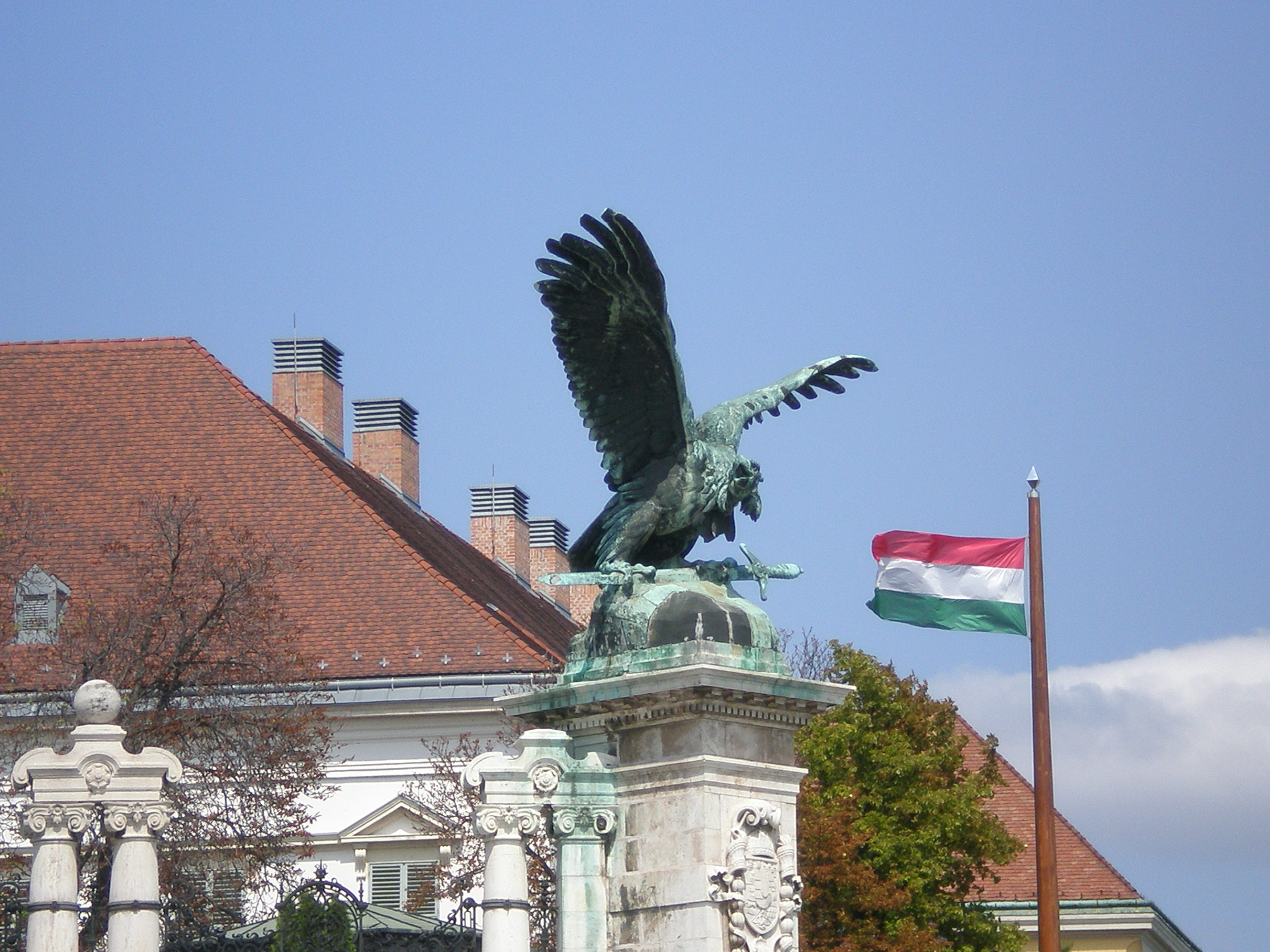
Château de Buda.
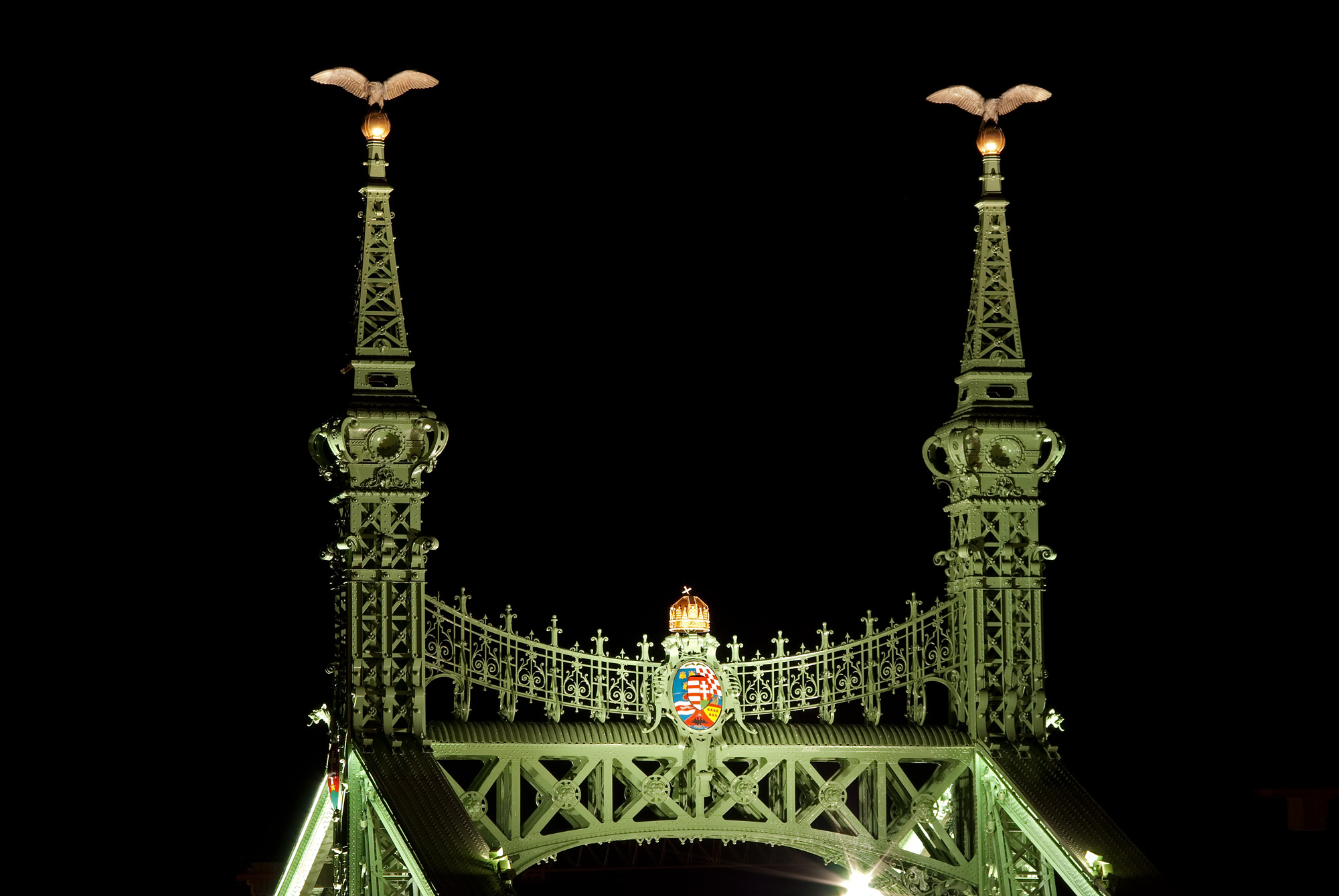
Szabadság híd à Budapest.
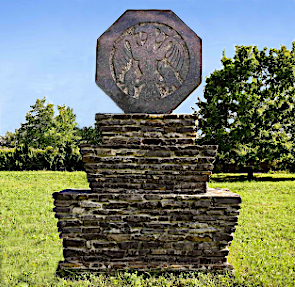
Stèle de l'honfoglalás à Tchoma en Ukraine.